# ギ酸イソブチル
ギ酸イソブチル（ギさんイソブチル、英: Isobutyl formate）は、化学式C5H10O2で表される、蟻酸と2-メチルプロパン-1-オールがエステルを形成した化合物である。硫酸を触媒として、2-メチルプロパン-1-オールと蟻酸とを反応させ、分子間で脱水縮合させることで得られる。甘い果実香を持ち、香料として用いられる。常温常圧では液体であるものの、揮発しやすく、また引火点は常温よりも低い10 ℃であり、日本の消防法では危険物第4類 第1石油類（非水溶性）に区分される。